# Fordia bracteolata
Fordia bracteolata är en ärtväxtart som beskrevs av Dasuki och Anne M. Schot. Fordia bracteolata ingår i släktet Fordia och familjen ärtväxter. Inga underarter finns listade i Catalogue of Life.